# Lasioglossum layardi
Lasioglossum layardi là một loài Hymenoptera trong họ Halictidae. Loài này được Cockerell mô tả khoa học năm 1920.